# Ivan Ivanov (arquero)
Ivan Yotov Ivanov (en búlgaro: Иван Йотов Иванов; 10 de junio de 1956) es un deportista búlgaro que compitió en tiro con arco, en la modalidad de arco recurvo.
Ganó una medalla de plata en el Campeonato Mundial de Tiro con Arco en Sala de 2003 y una medalla de bronce en el Campeonato Europeo de Tiro con Arco al Aire Libre de 1994.

## Palmarés internacional
| Campeonato Mundial en Sala       | Campeonato Mundial en Sala | Campeonato Mundial en Sala | Campeonato Mundial en Sala |
| Año                              | Lugar                      | Medalla                    | Prueba                     |
| -------------------------------- | -------------------------- | -------------------------- | -------------------------- |
| 2003                             | Nimes (Francia)            | Medalla de plata           | Equipo                     |
| Campeonato Europeo al Aire Libre |                            |                            |                            |
| Año                              | Lugar                      | Medalla                    | Prueba                     |
| 1994                             | Nymburk (República Checa)  | Medalla de bronce          | Individual                 |